# Alberto García Aspe
Pour les articles homonymes, voir Aspe.
Alberto García-Aspe Mena, plus connu sous le nom de Alberto García Aspe (né le 11 mai 1967 dans la ville de Mexico, au Mexique) est un footballeur international mexicain qui évoluait au poste de milieu de terrain offensif.
Surnommé El Beto, El Cápitan ou encore El León, il compte en tout 109 sélections, et est l'un des cinq joueurs à avoir dépassé le stade des 100 matches joués avec l'équipe du Mexique.
García-Aspe est aujourd'hui commentateur à la télévision, et participe tous les ans au Teletón mexicain.

## Biographie

### Carrière internationale
Alberto García Aspe compte 109 sélections et 21 buts avec l'équipe du Mexique entre 1988 et 2002,.
Il est convoqué pour la première fois en équipe du Mexique par le sélectionneur national Mario Velarde, pour un match amical contre le Honduras le 26 avril 1988. Il inscrit son premier but en sélection durant cette rencontre. Le match se solde par une victoire 4-1 des Mexicains.
Il a disputé 8 matchs en Coupe du monde, 4 matchs en 1994, 3 matchs en 1998 et un match en 2002.
Il dispute son dernier match le 17 juin 2002 contre les États-Unis, en huitième de finale de la Coupe du monde 2002. Le match se solde par une défaite 2-0 des Mexicains.

## Palmarès

### En club
- Avec les UNAM Pumas
  - Champion du Mexique en 1991
  - Vainqueur de la Coupe des champions de la CONCACAF en 1989

- Avec le Club Necaxa
  - Champion du Mexique en 1995 et 1996

### En équipe nationale
- Vainqueur de la Gold Cup en 1996
- Vainqueur de la Coupe des confédérations en 1999